# エマ・チャドウィック
エマ・チャドウィック（Emma Chadwick、結婚前の名前:ヒルマ・レーヴシュテット Hilma Amalia Löwstädt、1855年8月10日 - 1932年1月2日）はスウェーデン生まれの画家である。アメリカ出身の画家、フランシス・ブルック・チャドウィックと結婚して、フランスで活動した。

## 略歴
ストックホルムで生まれた。祖父はドイツ、シュトラールズント出身の画家、版画商であったが、父親の幼い時に没している。父親のルドルフ・レーヴシュテット(Rudolf Löwstädt)は商人として成功し、市議会議員を務めた人物である。妹のエヴァ・レーヴシュテット＝オストロム(Eva Mathilda Löwstädt-Åström:1865-1942)も画家になった。
スウェーデン王立美術院で学んだ後、1871年からパリに留学し、私立美術学校アカデミー・ジュリアンで、ジャン＝シャルル・カザン、トニ・ロベール＝フルーリーに学んだ。各国を旅した後、1882年に裕福なアメリカ人画家、フランシス・ブルック・チャドウィックと結婚し、スウェーデンから修行にきている芸術家が集まっていたパリ近くのグレ＝シュル＝ロワンに住み、後に邸を建てた。
人物画、風俗画を描き、1893年のシカゴ万国博覧会にも出展した。

## 作品

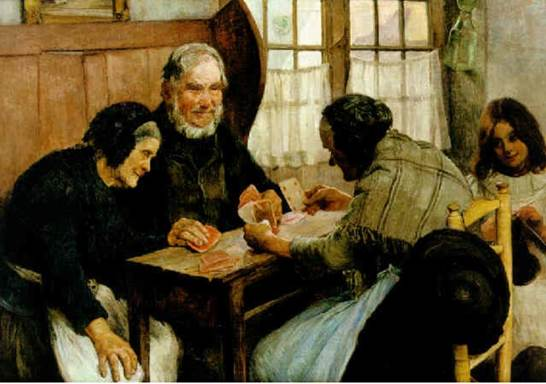
「カード遊び」
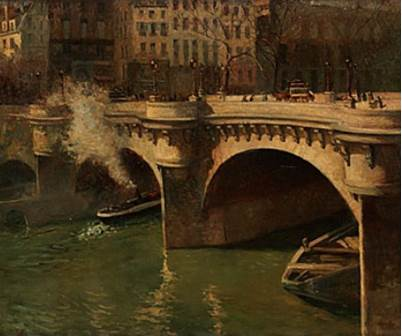
「ポンヌフ」
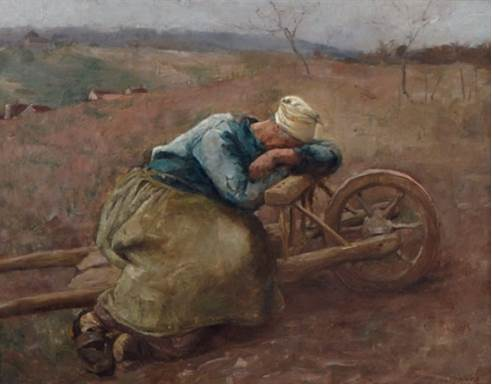
「休憩する女」
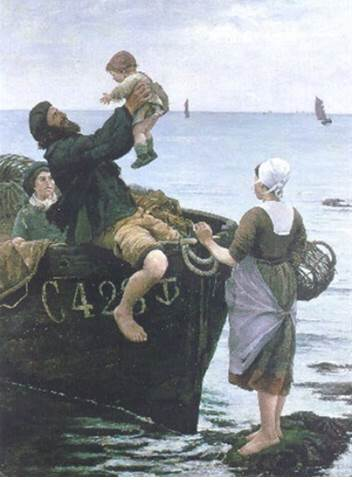
"Off to Sea"